# Tórium(IV)-ortoszilikát
A tórium(IV)-ortoszilikát (ThSiO4) egy szervetlen vegyület, amely a torit ásvány fő alkotórésze.

## Fordítás
Ez a szócikk részben vagy egészben  a   Thorium(IV) orthosilicate című angol Wikipédia-szócikk fordításán alapul.  Az eredeti cikk szerkesztőit annak laptörténete sorolja fel. Ez a jelzés csupán a megfogalmazás eredetét és a szerzői jogokat jelzi, nem szolgál a cikkben szereplő információk forrásmegjelöléseként.